# ―煙火―
《―煙火―》是1998年6月3日推出的夏之管(TUBE)的第27張單曲。

## 收錄曲目
1. ―煙火―(―花火―)

作詞  前田亘輝  : 作曲  春畑道哉
1. MENTHOL HEAVEN
2. ―煙火―(Original Karaoke)